# Christoph Sieber
Christoph Sieber (ur. 9 stycznia 1971 w Wels), austriacki żeglarz sportowy. Złoty medalista olimpijski z Sydney.
Złoto wywalczył w windsurfingowej klasie Mistral. Były to jego drugie igrzyska, startował również w 1992 w Barcelonie. Zajął piąte miejsce w rozgrywanej wówczas konkurencji Lechner. W 1994 był brązowym medalistą mistrzostw Europy.